# 本宮車站 (福島縣)
本宮車站（日语：／ Mitomiya eki */?）是一由東日本旅客鐵道（JR東日本）所經營的鐵路車站，位於日本福島縣本宮市本宮字九繩，是東北本線沿線車站之一，也是所在地本宮市的主車站。在業務上，本宮車站是由仙台支社負責管轄。

## 車站結構
側式月台1面1線與島式月台1面2線，合計2面3線的地面車站。

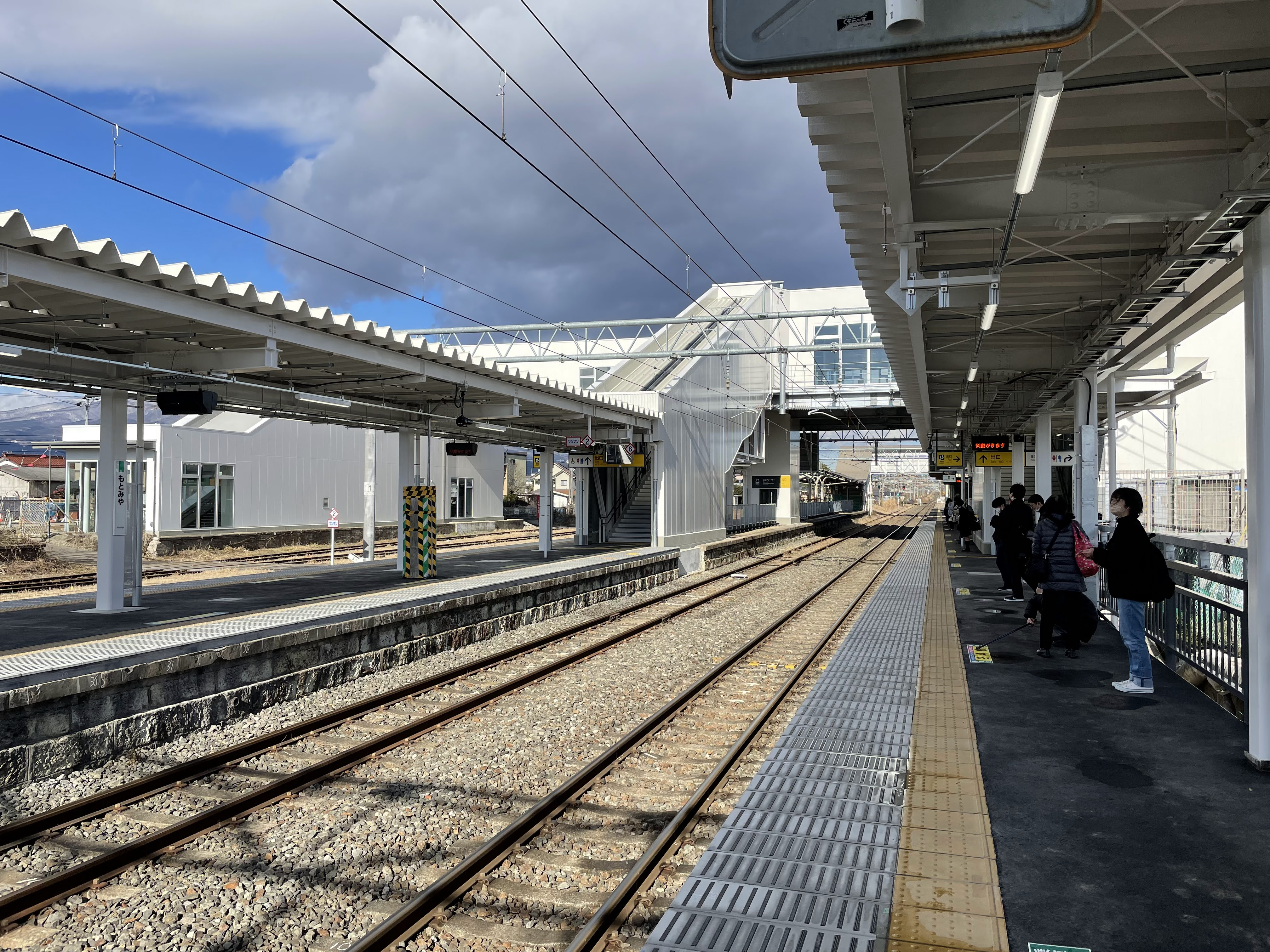
月台（2021年12月）

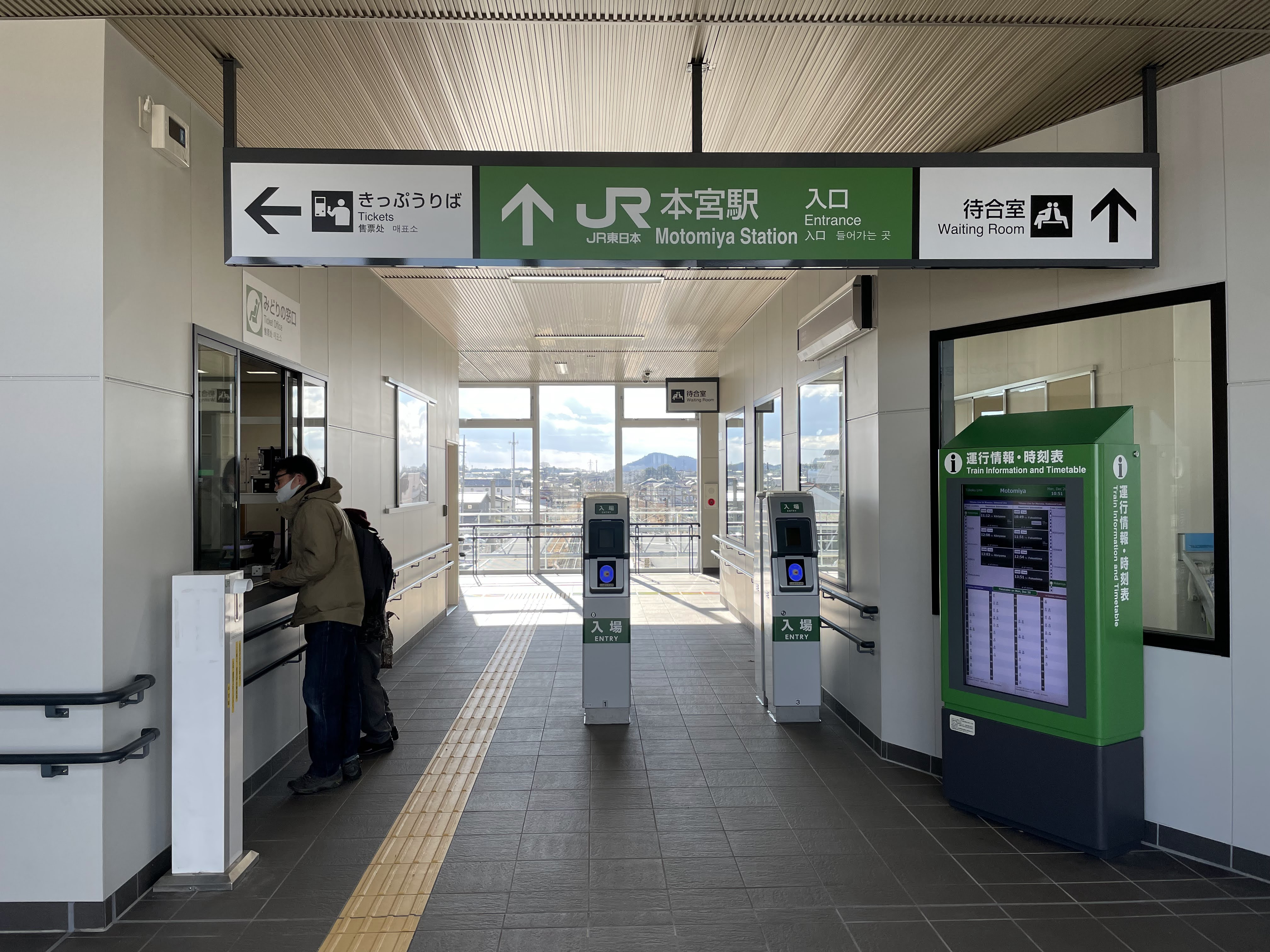
检票口（2021年12月）

### 月台配置
| 月台 | 路線      | 方向 | 目的地         | 備註     |
| ---- | --------- | ---- | -------------- | -------- |
| 1    | ■東北本線 | 上行 | 郡山、白河方向 |          |
| 2    | ■東北本線 | 上行 | 郡山、白河方向 | 部分列車 |
| 2    | ■東北本線 | 下行 | 福島、白石方向 | 部分列車 |
| 3    | ■東北本線 | 下行 | 福島、白石方向 |          |

## 相鄰車站
東日本旅客鐵道
■東北本線
五百川－本宮－杉田

## 外部連結
- （日語）本宮車站（JR東日本） （页面存档备份，存于）